# Ramon Berenguer II de Provença
Ramon Berenguer II (o III) de Provença (ca. 1135 - Niça, 1166) fou comte de Provença (1144-1166).
Fill del comte Berenguer Ramon I de Provença i Beatriu de Melguer. Era net per línia paterna del comte de Barcelona Ramon Berenguer III i Dolça de Provença, i per línia materna de Bernat IV de Melguer i Guillema de Montpeller.

## Ascens al comtat
El 1144 el seu pare va morir en una ofensiva contra Gènova i heretà el comtat. El seu regnat també es veié enterbolit amb la lluita amb la família de Baus, arribant a perdre el comtat de Provença. Però el seu oncle, Ramon Berenguer IV de Barcelona el va restablir al tron l'any 1147/1150.
Aquest fet provoca que hi hagi confusió en la numeració, perquè durant la guerra amb Gènova, el seu oncle s'intitulà Comte de Provença, fins que no li pogué restablir el càrrec. Algunes llistes consideren, per tant, que Ramon Berenguer IV de Barcelona fou l'autèntic Ramon Berenguer II de Provença i li reserven el numeral III, mentre que d'altres no ho tenen en compte i l'anomenen II.
Les lluites amb la família de Baus varen continuar fins al 1162, data de la seva rendició.
L'agost del mateix any viatjà fins a Torí amb el seu oncle per obtenir la confirmació de la dominació de la Provença de l'emperador Frederic I Barba-roja. Així mateix es casà amb la neboda d'aquest, Riclitza de Polònia. En el viatge de retorn a casa el seu oncle morí, i li confià la tutela d'Alfons I.
Un cop feta la pau amb la República de Gènova, morí la primavera de 1166 en intentar conquerir Niça, que s'havia revoltat i refusava la seva autoritat.

## Núpcies i descendents
Es casà el 17 de novembre de 1161 amb Riclitza de Polònia, filla de Ladislau II de Polònia i Agnès de Bagenberg. D'aquesta unió nasqué una filla, Dolça II de Provença (?-1172), comtessa de Provença.